# 彭飞 (摔跤运动员)
彭飞（1992年3月6日—），中国男子摔跤运动员。他曾代表中国参加2016年和2020年夏季奥林匹克运动会摔跤比赛。曾获得2014年亚洲运动会摔跤比赛铜牌。